# Rhagoletis
Rhagoletis es un género de las llamadas moscas de las frutas, familia Tephritidae con alrededor de 70 especies.
Algunas especies son serias plagas, por ejemplo la mosca de la manzana y Rhagoletis cingulata (plaga de los cerezos).

## Nombre
El género recibe el nombre en parte del griego  rhago "un tipo de araña". Esto posiblemente se refiera en parte a que el diseño de las alas los hace mímicos de las arañas saltarinas.

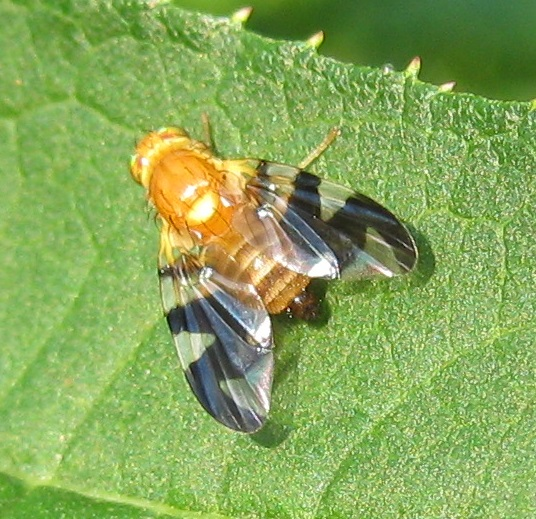
Rhagoletis suavis

## Especies
- Rhagoletis acuticornis (Steyskal, 1979)
- Rhagoletis adusta Foote, 1981
- Rhagoletis almatensis Rohdendorf, 1961
- Rhagoletis alternata (Fallén, 1814)
- Rhagoletis basiola (Osten Sacken, 1877)
- Rhagoletis batava Hering, 1958
- Rhagoletis berberidis Jermy, 1961
- Rhagoletis berberis Jermy, 1961
- Rhagoletis bezziana (Hendel, 1931)
- Rhagoletis bagheera Richter & Kandybina, 1997
- Rhagoletis blanchardi Aczel, 1954
- Rhagoletis boycei Cresson, 1929
- Rhagoletis brncici Frías, 2001
- Rhagoletis caucasica Kandybina & Richter, 1976
- Rhagoletis cerasi (Linnaeus, 1758)
- Rhagoletis chionanthi Bush, 1966
- Rhagoletis chumsanica (Rohdendorf, 1961)
- Rhagoletis cingulata (Loew, 1862)
- Rhagoletis completa Cresson, 1929
- Rhagoletis conversa (Brethes, 1919)
- Rhagoletis cornivora Bush, 1966
- Rhagoletis ebbettsi Bush, 1966
- Rhagoletis electromorpha Berlocher, 1984
- Rhagoletis emiliae Richter, 1974
- Rhagoletis fausta (Osten Sacken, 1877)
- Rhagoletis ferruginea Hendel, 1927
- Rhagoletis flavicincta Enderlein, 1934
- Rhagoletis flavigenualis Hering, 1958
- Rhagoletis freidbergi Korneyev & Korneyev, 2019
- Rhagoletis indifferens Curran, 1932
- Rhagoletis jamaicensis Foote, 1981
- Rhagoletis juglandis Cresson, 1920
- Rhagoletis juniperina Marcovitch, 1915
- Rhagoletis kurentsovi (Rohdendorf, 1961)
- Rhagoletis lycopersella Smyth, 1960
- Rhagoletis macquartii (Loew, 1873)
- Rhagoletis magniterebra (Rohdendorf, 1961)
- Rhagoletis meigenii (Loew, 1844)
- Rhagoletis mendax Curran, 1932
- Rhagoletis metallica (Schiner, 1868)
- Rhagoletis mongolica Kandybina, 1972
- Rhagoletis nicaraguensis Hernandez-Ortiz, 1999
- Rhagoletis nova (Schiner, 1868)
- Rhagoletis ochraspis (Wiedemann, 1830)
- Rhagoletis osmanthi Bush, 1966
- Rhagoletis penela Foote, 1981
- Rhagoletis persimilis Bush, 1966
- Rhagoletis pomonella (Walsh, 1867)
- Rhagoletis psalida Hendel, 1914
- Rhagoletis ramosae Hernández-Ortiz, 1985
- Rhagoletis reducta Hering, 1936
- Rhagoletis rhytida Hendel, 1914
- Rhagoletis ribicola Doane, 1898
- Rhagoletis rohdendorfi Korneyev & Merz, 1997
- Rhagoletis rumpomaculata Hardy, 1964
- Rhagoletis samojlovitshae (Rohdendorf, 1961)
- Rhagoletis scutellata Zia, 1938
- Rhagoletis solanophaga Hernandez-Ortiz & Frias, 1999
- Rhagoletis striatella Wulp, 1899
- Rhagoletis suavis (Loew, 1862)
- Rhagoletis tabellaria (Fitch, 1855)
- Rhagoletis tomatis Foote, 1981
- Rhagoletis triangularis Hernandez-Ortiz & Frias, 1999
- Rhagoletis turanica (Rohdendorf, 1961)
- Rhagoletis turpiniae Hernández-Ortiz, 1993
- Rhagoletis willinki Aczel, 1951
- Rhagoletis zephyria Snow, 1894
- Rhagoletis zernyi Hendel, 1927
- Rhagoletis zoqui Bush, 1966

Sinónimos
- Rhagoletis achraspis Aczel, 1954: Sinónimo de Rhagoletis tomatis Foote, 1981
- Rhagoletis caurina Doane, 1899: Sinónimo de Urophora caurina (Doane, 1899)
- Rhagoletis grindeliae Coquillett, 1908: Sinónimo de Urophora grindeliae (Coquillett, 1908)
- Rhagoletis juniperinus Marcovitch, 1915: Sinónimo de Rhagoletis juniperina Marcovitch, 1915
- Rhagoletis sapporensis Matsumura, 1916: Sinónimo de Matsumurania sapporensis (Matsumura, 1916)
- Rhagoletis symphoricarpi Curran, 1924: Sinónimo de Rhagoletis zephyria Snow, 1894
- Rhagoletis willincki Foote, 1967: Sinónimo de Rhagoletis willinki Aczel, 1951